# Alessandro Bon (1654-1715)

Stemma della famiglia Bon

Alessandro Bon (Venezia, 26 agosto 1654 – Megara, 18 luglio 1715) è stato un condottiero e politico italiano.

## Biografia
Proveniente dalla nobile famiglia patrizia dei Bon, era figlio di Filippo di Ottaviano (1627-1712) e di Francesca di Giacomo Soranzo. Il padre, in particolare, fu un'importante personalità che, a cavallo fra il XVII e il XVIII secolo, assunse le cariche di podestà di Chioggia e di ufficiale alle Rason vecchie; il 28 novembre 1660 divenne procurator de citra in seguito al versamento di 25.000 ducati per la guerra di Candia e infine, nel 1711, fu nominato provveditor alle pompe.

Rilevante figura furono inoltre i fratelli Piero (1651-1684), governator di galeazza, e Giagomo (1653-1744), senatore e consigliere; la sorella Foscarina sposò il 27 settembre 1677, il nobile Agostino Nani di Antonio.

### Carriera militare e politica
Nel 1680 Alessandro assunse la direzione delle due navi da guerra Costanza Guerriera e Venere Armata, che scortarono a Costantinopoli il nuovo bailo Pietro Civran, per poi riportare a Venezia il predecessore Giovanni Morosini. In quell'occasione i suoi marinai salvarono alcuni schiavi cristiani, provocando l'ira del gran visir Kara Mustafa; la crisi diplomatica fu tuttavia risolta in cambio di un'alta penale.
Dal 1684 affiancò Francesco Morosini nelle guerre contro i Turchi che videro impegnati i veneziani in numerosi scontri con l'Impero ottomano. Ancora come governatore di galeazza, nel 1685 partecipò alla conquista di Corone e di Zarnata; divenuto poi Capitano del Golfo (1688-1691), fu incaricato di un'azione diversiva nei confronti delle navi Turche durante l'assedio di Negroponte e, nell'agosto del 1690, partecipò all'occupazione di Valona.
Tornato a Venezia e divenuto membro del Consiglio dei Pregadi, si sposò nel 1697 con la vedova Chiara di Giacomo Balbi. Fu quindi provveditore di Spinalunga (o Dorsoduro, uno dei sestieri di Creta), e in seguito nominato conte di Zara (1706-8), governatore delle galere dei condannati e commissario pagador in armata (1712-14).
Altre cariche che il Bon ricoprì furono la rassegna all'armata tutta di mare dei presidi di Cerigo, Egina, Corfù, Santa Maura, Cefalonia, Zante, Suda, Tine e la dettagliata notizia sulla cavalleria sparsa nel regno di Morea specie a Nauplia, Malvasia, Corinto, Modone, Calamata, Patrasso.
Venne eletto nel frattempo provveditore generale in Morea, in carica dal settembre 1714; ma dovette affrontare la preoccupante riorganizzazione dell'esercito turco che si voleva riprendere il Peloponneso.
Morì il 18 luglio 1715 a Megara dopo esser stato fatto prigioniero a Nauplia quando questa cadde in mano turca dopo un assedio di nove giorni. Il Bon fu dapprima ferito da una sciabolata e fatto schiavo, quindi venne rinchiuso nelle "Sette Torri" a Costantinopoli. La morte lo colse a per la fatica del viaggio e per l'aggravarsi della ferita.